# アマチュア天文学

アマチュア天文家達がペルセウス座流星群を観測する様子

アマチュア天文学（アマチュアてんもんがく）とは、天体を観測し、理解を深めることを楽しむ趣味である。
アマチュア天文家は、一般的に、夜、天体イベントを見るが、日食のように日中行われるイベントもある。観測機材は望遠鏡、双眼鏡等で冷却CCDカメラを使用する者もいる。彗星や小惑星、超新星の発見、流星、掩蔽の観測等、天文学者に劣らない学術的貢献をしている者も少なくない。
一般的なアマチュア天文家は、天文学者とは異なり、支援や収入を得ない。